# 礼文島土砂災害
礼文島土砂災害（れぶんとうどしゃさいがい）とは、2014年8月24日に北海道礼文島で発生した土砂災害の名称。これは当時発生した大雨による土砂災害であり、これにより住宅が倒壊するなどの被害が発生しており、2人が死亡している。この日の礼文町は激しい雨が降っており札幌管区気象台によればこの日の午後1時40分までの24時間降水量が183ミリと観測史上最多を記録した。礼文町では少なくとも16箇所で土砂崩れが起きている。これは50年に一度の記録的な大雨による災害であり、川が氾濫して島内の道路が冠水した。礼文町では避難勧告が出され、当日は183人が避難所で一夜を明かした。